# Choe Thae-bok
Choe Thae-bok (en coreano: 최태복; Namp'o, 1 de diciembre de 1930-20 de enero de 2024) fue un político norcoreano, miembro del Politburó y del Secretariado del Partido del Trabajo de Corea (PTC), también presidente (portavoz) de la Asamblea Suprema del Pueblo durante 21 años, de 1998 a 2019. Fue considerado asesor de Kim Jong-il, así como un popular miembro del liderazgo central.
Hablaba con fluidez inglés, alemán y ruso, además de coreano.

## Biografía
Choe Thae-bok nació en Namp'o, provincia de Pyongan del Sur, en 1930. Fue uno de los primeros en estudiar en la Escuela Revolucionaria de Mangyongdae; más tarde estudió química en la Universidad Kim Il-sung, y luego completó sus estudios en Leipzig (entonces en Alemania Oriental) y Moscú. Tras su regreso a la RPDC, trabajó como maestro de escuela. Más tarde, en la década de 1960, trabajó en la Facultad de Ingeniería Química de Hamhung como investigador, director de investigación de la rama en Hamhung del Instituto de Investigación Química de la Academia Nacional de Ciencias (1965) y, finalmente, decano de la facultad (1968). En 1972, comenzó a trabajar como jefe de sección en el Departamento de Educación del PTC, siendo su subdirector desde 1976.
A partir de fines de la década de 1970, cuando fue nombrado decano de la facultad y luego rector de la Universidad Tecnológica Kim Chaek, Choe Thae-bok asumió un papel más destacado en la política del país. En la década de 1980 se desempeñó como Presidente de la Comisión de Educación (desde 1980) y Ministro de Educación Superior (desde 1981); en esas capacidades, amplió los intercambios culturales con otros países y programas para permitir que los estudiantes norcoreanos estudien en el extranjero.
Choe fue elegido por primera vez diputado a la Asamblea Suprema del Pueblo en 1982; en el mismo año, encabezó una delegación parlamentaria a Francia. Esta fue solo la primera vez que encabezó delegaciones de Corea del Norte en visitas oficiales, incluido un viaje a la Unión Soviética, Alemania Oriental, China y Bulgaria en 1984-1985.
En 1984, fue nombrado miembro suplente del 6º Comité Central, luego miembro titular y miembro del 6º Secretariado en 1986 y 6º miembro del Politburó en 1990. Como secretario, Choe Thae-bok estuvo a cargo de la educación, la ciencia y los intercambios culturales.
Choe fue elegido presidente de los SPA 10, 11 y 12, cargo que incrementó su participación en asuntos exteriores. También se desempeñó como presidente del Comité Coreano de Solidaridad con la Gente del Mundo de 1993 a 1998. A pesar de sus supuestas opiniones reformistas, se dice que es cercano a la hermana de Kim Jong-il, Kim Kyong-hui, y al vicepresidente del presidium de la ASP, Yang Hyong-sop.
El 6 de enero de 2007, en un mitin masivo en Pionyang, pronunció un discurso elogiando al gobierno de Corea del Norte por construir armas nucleares.
El 19 de octubre de 2012, se reunió con Zandaakhuu Enkhbold, el presidente del parlamento mongol, y los dos países "acordaron las posibilidades futuras del comercio y la cooperación bilaterales en los campos de la tecnología de la información y los intercambios humanos". Choson Sinbo, un periódico pro-Pionyang en Japón, dijo que Mongolia está interesada en exportar carbón, cobre, oro y uranio a través del puerto de Rajin porque es demasiado "costoso depender de los sistemas ferroviarios chinos y rusos".
En octubre de 2017 se retiró como vicepresidente del PTC. Luego fue reemplazado como presidente de la ASP en la primera sesión de la nueva legislatura en abril de 2019.